# Heterodera cynodontis
Heterodera cynodontis — вид паразитичних нематод родини Гетеродерові (Heteroderidae) ряду Тиленхіди (Tylenchida). Нематода паразитує на рослині виду Cynodon dactylon родини Тонконогові (Poaceae). Вид описаний у Пакистані поблизу міста Карачі.